# Saint-Pern
Saint-Pern is een gemeente in het Franse departement Ille-et-Vilaine (regio Bretagne). De plaats maakt deel uit van het arrondissement Rennes. Saint-Pern telde op 1 januari 2022 1.003 inwoners.

## Geografie
De oppervlakte van Saint-Pern bedroeg op 1 januari 2022 12,13 vierkante kilometer; de bevolkingsdichtheid was toen 82,7 inwoners per km².

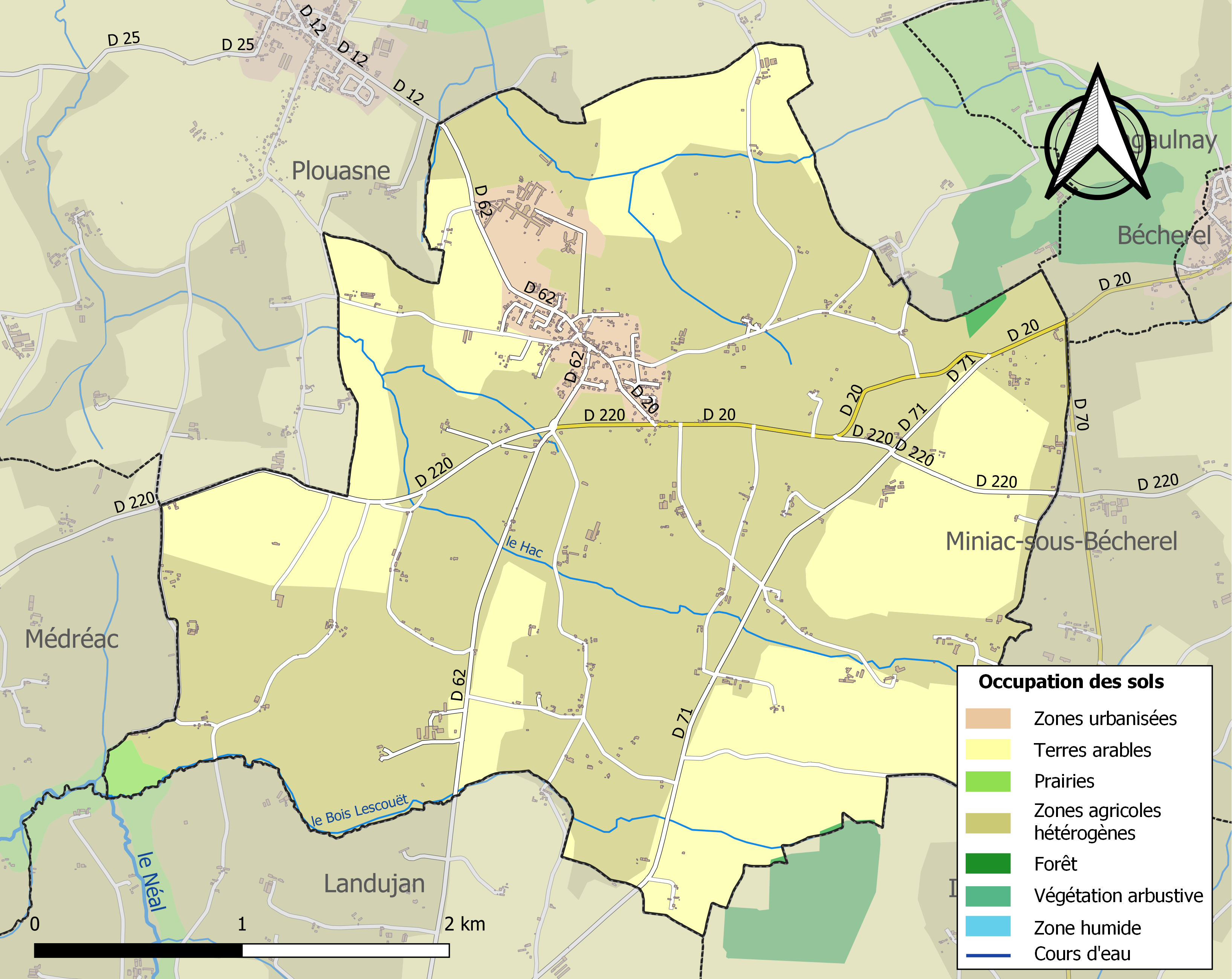
Kaart van de gemeente met belangrijkste infrastructuur, bodemgebruik en omliggende gemeenten

## Demografie
Onderstaande figuur toont het verloop van het inwonertal, bron: INSEE-tellingen. 